# Olympische Sommerspiele 1948/Radsport – Straßenrennen (Männer)
Das Straßenrennen der Männer bei den Olympischen Spielen 1948 in London fand am 13. August 1948 statt.
Beim Straßenrennen musste ein 11,45 Kilometer langer Rundkurs im Windsor Great Park 17 Mal durchfahren werden. Dies ergab eine Gesamtdistanz von 194,6 Kilometer. Ursprünglich war als Austragungsort der Richmond Park vorgesehen, jedoch waren dort Aktivitäten mit einer Geschwindigkeit von über 20 Meilen pro Stunde untersagt. Das Rennen begann bei starkem Regen, was zur Folge hatte, dass weniger Zuschauer dem Rennen beiwohnten. Das größte Problem bei der Rennstrecke waren die Schotterstraßen, welche insgesamt über 100 Reifenpannen verursachten.
Zu Beginn war es schwierig einen Favoriten zu bestimmen, da der Zweite Weltkrieg in den Jahren zuvor keine Wettkämpfe zugelassen hatte. Der Weltmeister des Vorjahres Harry Snell aus Schweden konnte nur den 18. Platz belegen. In der zweiten Runde des Rennens konnten sich mit dem Schweden Nils Johansson und den Niederländern Gerrit Voorting und Henk Faanhof, drei Fahrer vom Hauptfeld absetzen. In der neunten Runde wurde Johansson von der Verfolgergruppe wieder eingeholt und in Runde zwölf wurde auch die Lücke zu beiden Niederländer wieder geschlossen. Aufgrund von zwei Reifenpannen und einem Sturz konnte sich vor der letzten Runde eine Gruppe aus acht Fahrern absetzen. In der letzten Runde riss der Franzose José Beyaert am Anstieg zum Breakheart Hill aus der bis dahin führenden Gruppe von acht Fahrern aus und konnte diesen Vorsprung von knapp 20 Metern bis ins Ziel verteidigen und sich somit Olympiasieger nennen.
Auf Grundlage der Ergebnisse des Straßenrennens wurde eine Mannschaftswertung ermittelt, für die ebenfalls Medaillen vergeben wurde.

## Ergebnisse
| Rang | Athlet                | Nation                | Zeit (h)  |
| ---- | --------------------- | --------------------- | --------- |
| 1    | José Beyaert          | Frankreich            | 5:18:12,6 |
| 2    | Gerrit Voorting       | Niederlande           | 5:18:16,2 |
| 3    | Lode Wouters          | Belgien               | 5:18:16,2 |
| 4    | Léon De Lathouwer     | Belgien               | 5:18:16,2 |
| 5    | Nils Johansson        | Schweden              | 5:18:16,2 |
| 6    | Bob Maitland          | Großbritannien        | 5:18:16,2 |
| 7    | Jack Hoobin           | Australien            | 5:18:18,2 |
| 8    | Gordon Thomas         | Großbritannien        | 5:18:18,2 |
| 9    | Alfo Ferrari          | Italien               | 5:21:45,0 |
| 10   | Silvio Pedroni        | Italien               | 5:21:45,0 |
| 11   | Alain Moineau         | Frankreich            | 5:21:45,0 |
| 12   | Eugène Van Roosbroeck | Belgien               | 5:21:45,0 |
| 13   | Jakob Schenk          | Schweiz               | 5:21:45,0 |
| 14   | Rudi Valenta          | Österreich            | 5:24:48,0 |
| 15   | Jean Brun             | Schweiz               | 5:26:54,0 |
| 16   | Ian Scott             | Großbritannien        | 5:26:57,2 |
| 17   | Jacques Dupont        | Frankreich            | 5:12:45,3 |
| 18   | Harry Snell           | Schweden              | 5:28:22,2 |
| 19   | Franco Fanti          | Italien               | 5:29:35,2 |
| 20   | Livio Isotti          | Italien               | 5:31:08,6 |
| 21   | Ceferino Peroné       | Argentinien           | 5:33:15,4 |
| 22   | Dante Benvenuti       | Argentinien           | 5:33:15,4 |
| 23   | Miguel Sevillano      | Argentinien           | 5:33:15,4 |
| 24   | Åke Olivestedt        | Schweden              | 5:33:48,2 |
| 25   | Walter Reiser         | Schweiz               | 5:34:25,2 |
| 26   | Russell Mockridge     | Australien            | 5:39:54,6 |
| 27   | Christian Pedersen    | Dänemark              | 5:39:57,2 |
| 28   | Knud Andersen         | Dänemark              | 5:39:57,2 |
|      | Mario Mathieu         | Argentinien           | DNF       |
|      | Ken Caves             | Australien            | DNF       |
|      | Jim Nestor            | Australien            | DNF       |
|      | Johann Goldschmid     | Österreich            | DNF       |
|      | Siegmund Huber        | Österreich            | DNF       |
|      | Josef Pohnetal        | Österreich            | DNF       |
|      | Liévin Lerno          | Belgien               | DNF       |
|      | Laddie Lewis          | Britisch-Guayana      | DNF       |
|      | Lorne Atkinson        | Kanada                | DNF       |
|      | Florent Jodoin        | Kanada                | DNF       |
|      | Lance Pugh            | Kanada                | DNF       |
|      | Laurent Tessier       | Kanada                | DNF       |
|      | Renato Iturrate       | Chile                 | DNF       |
|      | Mario Masanés         | Chile                 | DNF       |
|      | Exequiel Ramírez      | Chile                 | DNF       |
|      | Rogelio Salcedo       | Chile                 | DNF       |
|      | Børge Saxil Nielsen   | Dänemark              | DNF       |
|      | Rudolf Rasmussen      | Dänemark              | DNF       |
|      | Paul Backman          | Finnland              | DNF       |
|      | Torvald Högström      | Finnland              | DNF       |
|      | Erkki Koskinen        | Finnland              | DNF       |
|      | René Rouffeteau       | Frankreich            | DNF       |
|      | Ernie Clements        | Großbritannien        | DNF       |
|      | Manthos Kaloudis      | Griechenland          | DNF       |
|      | Evangelos Kouvelis    | Griechenland          | DNF       |
|      | Petros Leonidis       | Griechenland          | DNF       |
|      | Henk Faanhof          | Niederlande           | DNF       |
|      | Evert Grift           | Niederlande           | DNF       |
|      | Piet Peters           | Niederlande           | DNF       |
|      | Bapoo Malcolm         | Indien                | DNF       |
|      | Raj Kumar Mehra       | Indien                | DNF       |
|      | Eruch Mistry          | Indien                | DNF       |
|      | Homi Pavri            | Indien                | DNF       |
|      | Hwang San-ung         | Südkorea              | DNF       |
|      | Gwon Ik-hyeon         | Südkorea              | DNF       |
|      | Robert Bintz          | Luxemburg             | DNF       |
|      | Marcel Ernzer         | Luxemburg             | DNF       |
|      | Henri Kellen          | Luxemburg             | DNF       |
|      | Pitty Scheer          | Luxemburg             | DNF       |
|      | Placido Herrera       | Mexiko                | DNF       |
|      | Francisco Rodríguez   | Mexiko                | DNF       |
|      | Gabino Rodríguez      | Mexiko                | DNF       |
|      | Manuel Solis          | Mexiko                | DNF       |
|      | Nick Carter           | Neuseeland            | DNF       |
|      | Lorang Christiansen   | Norwegen              | DNF       |
|      | Leif Flengsrud        | Norwegen              | DNF       |
|      | Erling Kristiansen    | Norwegen              | DNF       |
|      | Aage Myhrvold         | Norwegen              | DNF       |
|      | Wazir Ali             | Pakistan              | DNF       |
|      | Hernán Llerena        | Peru                  | DNF       |
|      | Pedro Mathey          | Peru                  | DNF       |
|      | Luis Poggi            | Peru                  | DNF       |
|      | Dirkie Binneman       | Südafrikanische Union | DNF       |
|      | George Estman         | Südafrikanische Union | DNF       |
|      | Wally Rivers          | Südafrikanische Union | DNF       |
|      | Olle Wänlund          | Schweden              | DNF       |
|      | Giovanni Rossi        | Schweiz               | DNF       |
|      | Ali Çetiner           | Türkei                | DNF       |
|      | Enver Osmalı          | Türkei                | DNF       |
|      | Orhan Suda            | Türkei                | DNF       |
|      | Talat Tunçalp         | Türkei                | DNF       |
|      | Frank Brilando        | Vereinigte Staaten    | DNF       |
|      | Ed Lynch              | Vereinigte Staaten    | DNF       |
|      | Chester Nelsen junior | Vereinigte Staaten    | DNF       |
|      | Wendell Rollins       | Vereinigte Staaten    | DNF       |
|      | Waldemar Bernatzky    | Uruguay               | DNF       |
|      | Enrique Demarco       | Uruguay               | DNF       |
|      | Mario Figueredo       | Uruguay               | DNF       |
|      | Luis López            | Uruguay               | DNF       |
|      | Milan Poredski        | Jugoslawien           | DNF       |
|      | August Prosenik       | Jugoslawien           | DNF       |
|      | Aleksandar Strain     | Jugoslawien           | DNF       |
|      | Aleksandar Zorić      | Jugoslawien           | DNF       |